# 中國共產黨台灣大學工學院支部委員會
中國共產黨台灣大學工學院支部委員會，簡稱台大工學院支部、臺灣大學工學院支部、學工委工學院支部，是中國共產黨於第二次世界大戰結束後在台灣成立的學生工作組織，隸屬於中共臺灣省委學生工作委員會。由台大工學院學生王超倫，王子英、楊斌彥、涂南山、簡文宣及農學院的陳挺旭共同成立，成立之初由王超倫擔任書記領導，吸收張坤修、葉雪淳、陳子元、孫進丁等工學院學生陸續加入。同時台大工學院學生會成立，王子英擔任台大工學院學生會主席，工學院支部由學生工作委員會書記楊廷椅統一領導。

## 歷史

### 成立
台大工學院支部是由台大工學院學生王超倫，王子英、楊斌彥、涂南山、簡文宣及農學院的陳挺旭共同成立的學生工作委員會轄下組織。1947年228事件後，王超倫等青年有感於時局，經常到碧潭船上討論如何推翻國民黨，由王子英介紹加入中國共產黨。受楊廷椅等領導成立學工委台灣大學工學院支部，由王超倫擔任支部書記。

### 活動
1945年第二次世界大戰結束後，部分台籍青年如鍾浩東、郭琇琮、李蒼降、林如堉、李中志等同情中共遭遇，並對毛澤東提出的新民主主義所提的主張為工農勞苦民眾服務心生嚮往，甚至成立如新民主同志會等以新民主主義為名的組織。以此，在中國的知識份子之間開始出現大幅度地的左傾。1945年起，國民黨與共產黨的爭鬥益加劇烈，中共開始大量滲透到非淪陷區，及至1946年沈崇案發生後，國民黨政府聲望一落千丈，各地學潮不斷，大學生甚至為支援共產主義遊行並瘋狂引為風尚，此時期加入共產黨的台籍青年如吳克泰、陳炳基或滲透至台灣的學者如黃肅秋等，開始結合舊日在台的同志加入解放台灣的工作，以此至1947年二二八事件發生後，大量台籍菁英左傾，加上當時國民黨政府在中國戰事節節敗退，猶如風中殘燭，激起有志青年加入中共解放台灣的工作，當然也有少部分投機者認為國民黨政府不可能支撐太久，加以老台共如廖瑞發與回台後的蔡孝乾、張志忠本來在日治時期即與部分反日青年相結合，雙方在二二八事件後快速激盪，1947年後地下黨的組織快速膨脹。
王子英在二二八時參與了包圍警局並加入共產黨，並與工學院同學王超倫、楊斌彥、涂南山、簡文宣及農學院的陳挺旭共同成立省工委學生工作委員會台大工學院支部，由王超倫擔任書記，受學工委書記楊廷椅領導，王子英於1947年10月當選台大工學院學生自治會會長，積極發展組織吸收有志青年。化工系楊斌彥透過社團發展組織到機械系，機械系學生羅吉月則在苗栗時即受到留學日本早稻田返台的曾永賢影響而左傾，1948年加入台大工學院支部，並介紹同系石玉峰入黨，1949年傅煒亮、鄭熙炳、張燦生也透過社團受楊斌彥、羅吉月影響先後加入組織，石玉峰則另吸收同學吳東烈、施至成加入組織。

### 解散
1949年8月省工委發行的《光明報》被國民黨政府破獲。由於光明報的發行涉及省工委基隆市工作委員會，台大法學院支部首當其衝，多人遭約談，許多台大師大學生都先後返鄉躲避。1950年1月台北市工委會張秀伯、郭琇琮落網，1950年2月學工委書記徐懋德潛逃回大陸，學工委轉交由李水井帶領，5月李水井遭逮捕，學工委瓦解，王超倫、張坤修、葉雪淳等先後被捕，羅吉月、王子英、楊斌彥等人則潛逃躲藏，台大工學院支部至此瓦解。